# Bénifontaine
Bénifontaine är en kommun i departementet Pas-de-Calais i regionen Hauts-de-France i norra Frankrike. Kommunen ligger i kantonen Wingles som tillhör arrondissementet Lens. År 2022 hade Bénifontaine 337 invånare.

## Befolkningsutveckling
Antalet invånare i kommunen Bénifontaine
| Referens: INSEE |